# Cindy Vergeer
Cindy Vergeer (Oudewater, 5 oktober 1987) is een Nederlands voormalig langebaanschaatsster die gespecialiseerd is in het allrounden. Ze schaatste bij het KNSB Gewest Noord-Holland/Utrecht onder leiding van Peter Bos en Jan van der Roemer.

## Schaatscarrière
2007-2008
Haar eerste NK bij de senioren reed ze op 28 oktober 2007, bij de NK afstanden eindigde ze op de 1500 meter op de 20e plaats. Eind december werd ze op het NK allround achttiende.
Seizoen 2008-2009
In haar tweede seizoen bij de senioren verbeterde Vergeer zich ten opzichte van haar vorig seizoen. Bij het NK afstanden werd ze op de 1500m achttiende en op het NK allround zeventiende.
Seizoen 2009-2010
Tijdens de NK afstanden eindigde ze op de 1500m als 20e, en op het NK allround kwalificeerde ze zich voor het eerst voor de vierde afstand, verbeterde ze haar pr’s op de 500, 3000 en 5000 meter en eindigde ze als tiende.

## Einde carrière
in 2015 zette Vergeer een punt achter haar carrière.

## Persoonlijke records
| Afstand      | Tijd     | Datum           | Baan       |
| ------------ | -------- | --------------- | ---------- |
| 500 meter    | 40,99    | 6 maart 2010    | Heerenveen |
| 1000 meter   | 1.21,67  | 11 oktober 2008 | Erfurt     |
| 1500 meter   | 2.03,22  | 2 november 2008 | Heerenveen |
| 3000 meter   | 4.21,34  | 6 maart 2010    | Heerenveen |
| 5000 meter   | 7.40,24  | 7 maart 2010    | Heerenveen |
| 10.000 meter | 16.13,11 | 28 maart 2009   | Enschede   |

## Resultaten
| Jaar | NK Afstanden | NK Allround |
| ---- | ------------ | ----------- |
| 2008 | 20e 1500m    | NC18        |
| 2009 | 18e 1500m    | NC17        |
| 2010 | 20e 1500m    | 10e         |
| 2011 |              | NC12        |

NC = niet gekwalificeerd voor vierde afstand 